# 자연 변환
범주론에서 자연 변환(自然變換, 영어: natural transformation)은 두 함자 사이에 범주적 구조를 보존하는 변환이다. 함자의 범주에서의 사상으로 생각할 수 있다.

## 정의
{\displaystyle F,G\colon {\mathcal {C}}\to {\mathcal {D}}}가 (공변) 함자라고 하자. 그렇다면 {\displaystyle F}와 {\displaystyle G} 사이의 자연 변환 {\displaystyle \eta \colon F\Rightarrow G}는 다음과 같은 데이터로 구성된다.
- 모든 대상 {\displaystyle X\in \operatorname {ob} ({\mathcal {C}})}에 대하여, 사상 {\displaystyle \eta _{X}\colon F(X)\to G(X)}

이 데이터는 다음 성질을 만족하여야 한다. 모든 사상 {\displaystyle f\colon X\to Y} ({\displaystyle X,Y\in \operatorname {ob} ({\mathcal {C}})})에 대하여,
{\displaystyle \eta _{Y}F(f)=G(f)\eta _{X}}.
즉, 다음 그림이 가환하여야 한다.
마찬가지로, 반변함자 {\displaystyle F,G\colon {\mathcal {C}}\to {\mathcal {D}}^{\operatorname {op} }} 사이의 자연 변환도 정의할 수 있다.
자연 동형 사상(自然同形寫像, 영어: natural isomorphism)은 모든 {\displaystyle \eta _{X}}가 동형 사상을 이루는 자연 변환 {\displaystyle \eta }이다. 두 함자 사이에 자연 동형 사상이 존재하는 경우, 두 함자가 자연 동형(自然同形, 영어: naturally isomorphic)이라고 한다.

## 연산
세 함자 {\displaystyle F,G,H\colon {\mathcal {C}}\to {\mathcal {D}}} 사이의 두 자연 변환 {\displaystyle \eta \colon F\Rightarrow G}, {\displaystyle \eta '\colon G\Rightarrow H}의 합성
{\displaystyle \eta '\circ \eta \colon F\Rightarrow H}
{\displaystyle (\eta '\circ \eta )_{X}=\eta '_{X}\circ \eta _{X}}
은 자연 변환이다. 두 함자 {\displaystyle F,G\colon {\mathcal {C}}\to {\mathcal {D}}} 사이의 자연 변환 {\displaystyle \eta \colon F\Rightarrow G} 및 함자 {\displaystyle T\colon {\mathcal {D}}\to {\mathcal {E}}}에 대하여,
{\displaystyle T\eta \colon TF\Rightarrow TG}
{\displaystyle (T\eta )_{X}=T(\eta _{X})}
는 자연 변환이다. 두 함자 {\displaystyle F,G\colon {\mathcal {C}}\to {\mathcal {D}}} 사이의 자연 변환 {\displaystyle \eta \colon F\Rightarrow G} 및 함자 {\displaystyle T\colon {\mathcal {E}}\to {\mathcal {C}}}에 대하여,
{\displaystyle \eta T\colon FT\Rightarrow GT}
{\displaystyle (\eta T)_{X}=\eta _{T(X)}}
는 자연 변환이다.

## 예
군론에서, 군 {\displaystyle G}의 반대군 {\displaystyle G^{\operatorname {op} }}은 그 군 연산의 순서를 뒤집은 군이다. 이 "뒤집기"는 함자 {\displaystyle \mathrm {Grp} \to \mathrm {Grp} }를 이룬다. (여기서 {\displaystyle \mathrm {Grp} }는 군과 군 준동형의 범주다.) 이 함자는 항등함자 {\displaystyle \mathrm {Grp} \to \mathrm {Grp} }와 자연 동형이다. 이는 군의 반대군을 "자연스럽게" 정의할 수 있다는 것으로 해석할 수 있다.
(실수 또는 복소수) 유한 차원 벡터 공간 {\displaystyle V}는 그 쌍대 공간 {\displaystyle V^{*}}과 항상 동형이다. 그러나 이에 해당하는 함자{\displaystyle \mathrm {FinVect} \to \mathrm {FinVect} }는 항등 함자와 자연 동형이지 않다. 이는 쌍대 공간을 정의하기 위해서는 기저를 골라야 하는데, 임의의 벡터 공간의 경우 자연스러운 기저를 정의할 수 없기 때문이다. (물론 기저는 항상 존재하나, 이를 자연스럽게 정의할 수 없다.) 물론, 유한 차원 내적공간의 범주의 경우, 쌍대 공간을 정의할 수 있는 데이터가 있으므로 쌍대 함자는 항등 함자와 자연 동형이다.

## 역사
사무엘 에일렌베르크와 손더스 매클레인이 1945년에 도입하였다. 이 논문은 범주론의 시초로 여겨진다. 이에 대하여 에일렌베르크와 매클레인은 다음과 같이 적었다.
| “ | 범주를 정의한 이유는 함자를 정의하기 위해서이고, 함자를 정의한 이유는 자연 변환을 정의하기 위해서이다. […] “category” has been defined in order to be able to define “functor” and “functor” has been defined in order to be able to define “natural transformation”. | ” |
|   | — :18 |   |

## 같이 보기
- 초자연 변환
- 보편 성질